# Livré-la-Touche
Livré-la-Touche (tot 2008: Livré) is een gemeente in het Franse departement Mayenne (regio Pays de la Loire) en telt 785 inwoners (2005). De plaats maakt deel uit van het arrondissement Château-Gontier.

## Geografie
De oppervlakte van Livré-la-Touche bedraagt 30,0 km², de bevolkingsdichtheid is 26,2 inwoners per km².

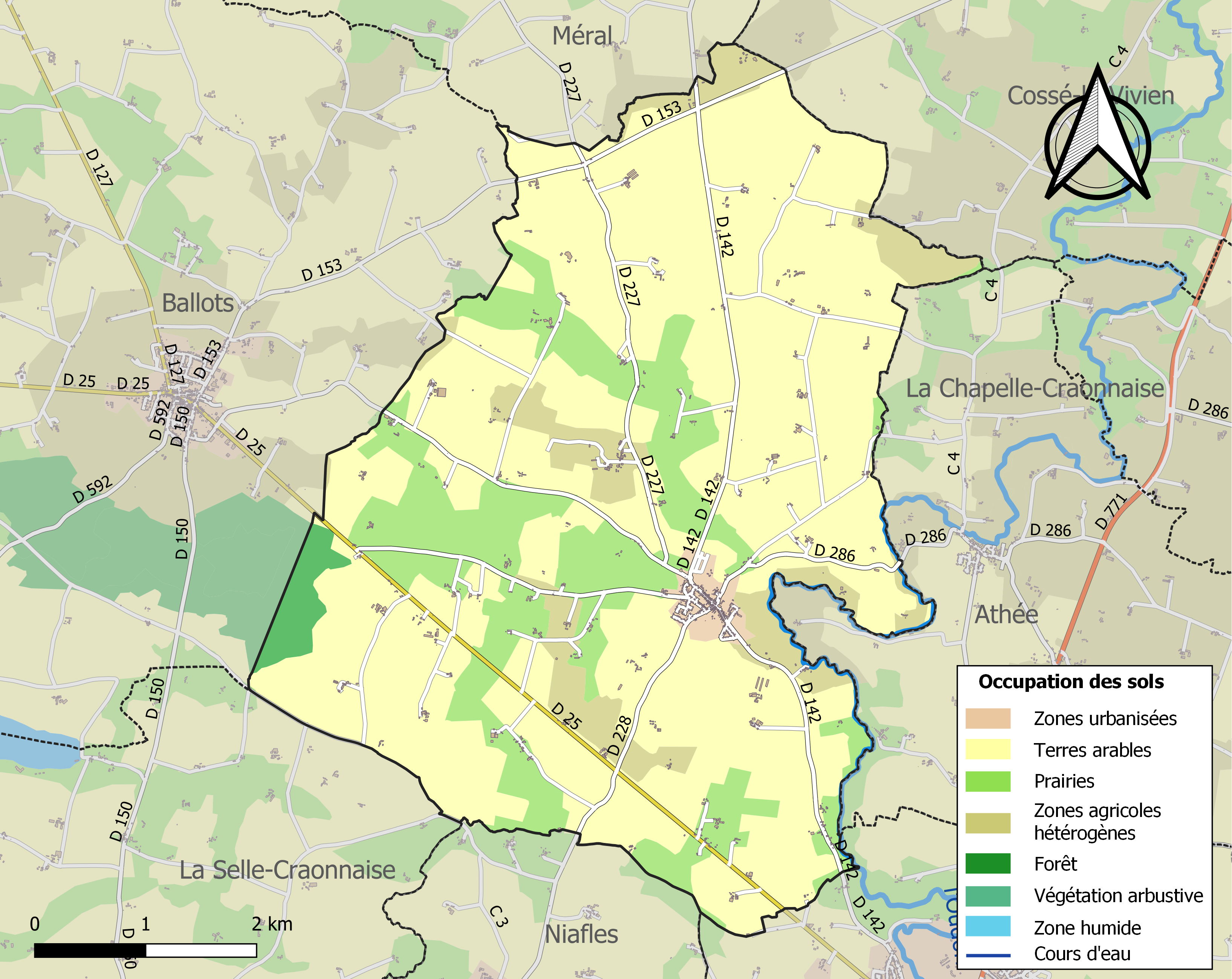
Kaart van de gemeente met de belangrijkste infrastructuur, bodemgebruik en omliggende gemeenten

## Demografie
Onderstaande figuur toont het verloop van het inwonertal (bron: INSEE-tellingen).

1. ↑  Populations de référence 2022.